# Madina Lake
Madina Lake — американская рок-группа из Чикаго (Иллинойс), обладатель награды журнала Kerrang! Best International Newcomer и многократный номинант на Best Live Perfomance и Best International Artist. Впервые группа выступила 21 мая 2005 года в чикагском клубе Metro. Всего группа выпустила три полноформатных альбома и два EP.

## История

### Создание группы и Disappearance Of Adalia
До появления Madina Lake участники группы выступали в двух разных группах — The Blank Theory (близнецы Леони, позже к группе в качестве гитариста присоединился Матео Камарго) и Reforma (Дэн Торелли и Матео Камарго). Группы часто давали совместные концерты, а потому вскоре сдружились. Но к лету 2004 года обе группы распались. Летом 2004 года четвёрка впервые собралась в кафе и решила попробовать создать абсолютно новую группу. За основу была взята придуманная Мэттом Леони история изолированного от окружающего мира города Madina Lake, который по своей сути является отражением поп-культуры США.
В 2005 году Натан и Мэтт приняли участие в специальном выпуске шоу Фактор страха. Проиграв лишь в одном конкурсе, близнецы выиграли 45 000 долларов. Эти деньги ушли на лечение близнецов от заражения, полученного в ходе участия в шоу и на запись дебютного EP. Мини-альбом, получивший название The Disappearance of Adalia, вышел в свет 22 августа 2006 года. Затем группа отправилась с тогда ещё малоизвестной группой Paramore в турне по Великобритании.

### From Them, Through Us, To You
Группа подписала контракт с лейблом Roadrunner Records и вместе с продюсером Марком Тромбино приступила к записи дебютного альбома From Them, Through Us, To You. Альбом вышел 27 марта 2007 года и дебютировал на 154 позиции в альбомном чарте Billboard 200 и на 60 позиции в UK album charts, получив в целом положительные отзывы как прессы.
После выхода альбома группа приняла участие в туре Projekt Revolution по личному приглашению Майка Шиноды из Linkin Park и получила награду «Best International Newcomer» от журнала Kerrang!, обойдя в этой номинации 30 Seconds To Mars.
В 2007—2008 годах группа также приняла участие в фестивалях The Bamboozle, Summer Sonic Festival 2007 в Японии, Download Festival, Warped Tour 2008 и дала полностью распроданный тур по Европе.
В этот период группа записала кавер-версии двух песен для сборников журнала Kerrang! — «Today» группы The Smashing Pumpkins) для сборника Higher Voltage!: Another Brief History of Rock и «Caught Somewhere In Time» группы Iron Maiden для трибьюта Maiden Heaven: A Tribute to Iron Maiden.

### Attics To Eden и Arlene Ball Tour
В 2008 группа приостановила концертную деятельность и приступила к написанию второго альбома — Attics To Eden, продолжающего концептуальную историю города Madina Lake. Звукозаписывающая компания Roadrunner Records, желавшая воспользоваться популярностью эмо-групп, поставила на место продюсера Дэвида Бендета, сделавшего альбом Riot! группы Paramore одним из самых примечательных эмо-альбомов. Когда основная часть альбома была уже готова, менеджеры Roadrunner Records выразили своё недовольство тем, что группа отошла от стиля эмо и ударилась в альтернативный рок. Компромиссным разрешением этой ситуации стала запись сингла «Never Take Us Alive», больше похожего на песни группы My Chemical Romance, нежели другие композиции с альбома. Альбом вышел 5 мая 2009 года и получил смешанные отзывы.
В поддержку альбома группа отправилась в Канаду в качестве разогрева Anberlin и в тур по Европе вместе с Papa Roach. Группа также приняла участие в 2009 Vans Warped Tour, Soundwave festival 2009. В 2010 году группа дала свой самый масштабный тур по Великобритании — Arlene Ball.

### Уход от Roadrunner и Dresden Codex
После тура Arlene Ball группа осталась без лейбла и начала сбор средств на новый EP через сервис Pledge Music, продавая подписанные копии альбома, инструменты и оборудование с туров и прочее.
30 июня Мэттью Леони попал в больницу с серьёзной травмой головы, после попытки остановить мужчину, избивавшего собственную жену. Все дальнейшие средства, поступавшие на счета в Pledge Music пошли на оплату больничных счетов. Группа The Smasing Pumpkins дала концерт по сбору средств на лечение музыканта, в ходе которого губернатор штата Иллинойс вручил Натану грамоту, объявив 26 июня днём Мэттью Леони, а оставшиеся участники Madina Lake отправились в турне по Великобритании. 2 августа Мэтт перенёс последнюю операцию и начал восстановление. Джастин Пивец, ответственный за нападение на собственную жену и басиста был признан судом невиновным.
Альбом Dresden Codex вышел 10 декабря 2010 года.
23 апреля 2011 года группа дала своё первое выступление в полном составе, после выздоровления Мэтта Леони. Со сцены впервые была исполнена новая песня «Hey Superstar».

### World War III и завершение трилогии
В 2011 году Madina Lake приняла участие в Vans Warped Tour и подписала контракт с Sony Music. 13 сентября 2011 года вышел третий альбом группы, получивший название World War III, записанный параллельно с Dresden Codex. World War III стал первым альбомом группы, записанным без сторонних продюсеров, за исключением Билли Коргана, приложившего руку к написанию первого сингла Imagineer.
После тура в поддержку альбома группу покинул гитарист Матео Камарго. Во время выступлений зимой — летом 2012 года его заменил менеджер группы Боб Бикнел.
Летом 2012 года группа объявила о туре, завершающем всю концептуальную трилогию. Незадолго до начала тура вышло окончательное издание книги «Lila, The Divine Game» — рукописи, написанной Мэттью Леони, расставляющей все точке над i в мире Madina Lake. Lila, The Divine Game Tour проходил с конца октября по ноябрь. На время проведения тура в группу возвратился Матео Камарго. Во время тура впервые был целиком исполнен альбом From Them, Through Us, To You, а во время выхода на бис исполнялись самые примечательные песни из других альбомов.

### Farewell Tour и расформирование группы
В 2012—2013 году группе был предложен контракт на создание фильма. Первый вариант сценария был написан Натаном и Мэттом Леони и отражал события, произошедшие с группой в 2008—2010 годах и заканчивающиеся возвращением Мэтта на сцену после травмы, с отсылками к концептуальной трилогии.
Весной 2013 года группа приняла решение о проведении прощального тура и расформировании. Основной причиной для расформирования стало завершение концептуальной трилогии. Изначально в рамках тура планировалось посетить все примечательные для Madina Lake страны — Великобританию, США, Японию и Австралию, но в угоду некоторых обстоятельств было решено ограничиться туром по Великобритании. Перед туром группа начала запись прощального EP под рабочим названием Buena Fortuna, Натан Леони написал автобиографию.
Последнее шоу группы было отыграно в Лондоне 23 октября 2013 года. После окончания тура участники взяли небольшой перерыв, а затем вернулись в студию для завершения прощального EP. В связи с вынужденной отсрочкой выхода прощального EP, у музыкантов появилась идея отыграть несколько шоу в Японии в поддержку альбома.

## Воссоединение
В 2017 году группа анонсировала «Британское турне воссоединения» (англ. United Kingdom Reunion Tour), включавшее шесть выступлений в Великобритании, в том числе три — в рамках фестиваля Slam Dunk Festival.
В мае 2020 года коллектив представил сингл «Playing With Fire», ставший первым материалом, выпущенным музыкантами с 2011 года, и ознаменовавший полноценное возвращение группы к музыкальной деятельности.

## Музыкальный стиль
Стиль первого альбома группы многими критиками[какими?] характеризуется как поп-панк и эмо (по большей части из-за внешности участников группы). Для альбома характерны металлические риффы, в то время как соло-партии практически отсутствуют или заменены проигрышами на клавишных, агрессивный, эмоциональный, чуть ли не визжащий в отдельных местах вокал и мгновенные переходы из энергичного звучания в лирическое. Сингл House Of Cards часто относят к альтернативному року, по большей части за использование тэппинговой техники игры на гитаре в качестве ведущего мотива, в то время как основная ритм-партия отдаётся басу. Песня Morning Sadness демонстрирует многослойность звучания, за счёт использования нескольких гитар (в том числе акустической, гитары с чистым звуком и с эффектом дисторшн), нескольких видов клавишных инструментов, более медленным, нежели в других композициях ритмом ударных, и мощным басом, сливающимся с ударной партией, из-за своей сложности песня впервые была исполнена на концертах лишь в 2013 году. River People демонстрирует ведущую роль клавишных и ударных, а также более тяжёлый, чем во всём альбоме бас. Завершающая песня True Love выполнена в лучших традициях хардкора, где мелодичный и тихий куплет, напеваемый шёпотом сменяется тяжёлым и агрессивным припевом с тяжёлым вокалом, а к концу прерывается фрагментом без музыки.
Стиль Attics To Eden сильно отличается от стиля первого альбома. За исключением сингла Never Take Us Alive, написанного по просьбе Roadrunner Records, чтобы на альбоме была хотя бы одна эмо-композиция, большинство композиций выполнены в экспериментальном стиле. Ведущая роль в альбоме отдаётся ударным и басу, что отчётливо слышно в таких песнях как Legends, Never Walk Alone, Welcome To Oblivion. Let’s Get Outta Here и Not For This World в большей степени являются наследниками звучания песни House Of Cards, а Criminals больше похожа на много звучную, периодически меняющую настроение звучания Adalia. В целом второй альбом принято характеризовать как альтернативный рок и пост-хардкор.
Над альбомом World War III группа впервые работала без продюсера и могла позволить себе менять звучание в соответствии со своими вкусами. Поэтому третий альбом получился самым разнообразным с точки зрения жанрового содержания. Howdy Neighboor! и Imagineer представляют собой агрессивно звучащие, наполненные прогрессивным и металлическим звучанием, композиции. В то время как Across 5 Oceans, Heroine, Fireworks и Take Me Or Leave напротив заимствуют звучание у поп- и электронной музыки. Hey Superstar и What It Is To Wonder больше остальных по звучанию похожи на предыдущие работы группы. В качестве эксперимента группа, по инициативе Дэна Торелли, решила приблизить звучание ударных к их живому звучанию, подвергая их меньшей «чистке», помимо этого у Дэна была возможность использовать весь свой ударный инструментарий.
По словам Натана и Мэтта, наибольшее влияние на них оказали группы The Smashing Pumpkins и Nine Inch Nails. Среди любимых групп они так же нередко называют Muse и Rage Against The Machine. Матео и Дэн в целом разделяли вкусы близнецов на ранних этапах (хотя они оба и больше склонялись к поп-панку), но ближе к 2011 году вкусы Матео стали склоняться ближе к поп-музыке и электронике.
Большая часть песен посвящена событиям, происходящим в вымышленном городе Madina Lake. Но сюжет основных событий прослеживается лишь через эмоции лирического героя, место которого попеременно занимают персонажи концептуальной трилогии или же сам Натан Леони. Самой часто встречающейся темой является разбитое сердце, в том или ином виде она всплывает в песнях Here I Stand, One Last Kiss, In Another Life, Stars, Me Vs. The World, True Love, We’ll Be Okay, Escape From Here, Again And Again, Silent Voices Kill, Angel, Across 5 Ocean и Blood Red Flags. Темы славы и самореализации затрагивается в Adalia, Stars, Heroine, Howdy Neighbor! и Hey Superstar, тема лжи в House Of Cards, измены в Pandora (через образ одноимённого персонажа трилогии). Never Take Us Alive, Not For This World, Here I Stand и Imagineer представляют собой гимны мечтам, которые порой могут казаться недостижимыми, и идеям, которые могут быть никем не поняты. River People и Criminals посвящены одноимённым группировкам из города Madina Lake, олицетворяющим добро и зло соответственно. Песни Morning Sadness и Friends & Lovers посвящены погибшей матери близнецов. Howdy Neighbor!, We Got These и The Great Divide посвящены происшествию, произошедшему с Мэттом летом 2010, первая является яростным обращением Натана к людям, чуть не убившим его брата и имеет глубокий психологически-социальный подтекст, вторая описывает чувства, которые пришлось испытать вокалисту после известия о произошедшем, а третья повествует о страхе остаться одному.

## Состав

### Постоянный состав
- Натан Леони — вокал, автор слов
- Мэттью Леони — бас-гитара, бэк-вокал, автор Lila, The Divine Game
- Матео Камарго — гитара, бэк-вокал, клавишные, композитор (2004—2012, с сентября 2012 — тур-участник).
- Дэн Торелли — ударные, бэк-вокал.

### Сессионные музыканты
- Боб Бикнел — гитара (2012), менеджер
- Крис Мэйсон (Super Happy Fun Club) — ударные (Farewell Tour)

## Дискография

### Альбомы

#### From Them, Through Us, to You(2007)
Синглы:
- House Of Cards
- Here I Stand
- One Last Kiss
- Adalia (без клипа)
- Pandora (только клип, Великобритания)

#### Attics to Eden(2009)
Синглы:
- Never Take Us Alive
- Welcome To Oblivion
- Let’s Get Outta Here

#### World War III(2011)
Синглы:
- Imagineer
- Hey Superstar
- Across 5 Oceans
- They’re Coming For Me (сингл с EP Dreden Codex с запоздавшим клипом)

### EP
- The Disappearance of Adalia (2006)
- The Dresden Codex (2010)
- Bueno Fortuna (TBA, 2014)